# Andriy Maksymenko
Andriy Maksymenko (ou en russe : Andreï Maksimenko) est un joueur d’échecs et un entraîneur ukrainien né le 7 décembre 1969. 
Il possède le titre de grand maître international depuis 1995.
Au 1er janvier 2021, il est le 62e joueur ukrainien avec un classement Elo de 2 460 points.
En 1991, il remporta la médaille d'or par équipe (avec l'équipe l'Ukraine) et la médaille d'or individuelle au sixième échiquier (en marquant 7 points sur 8) lors du dernier championnat d'URSS par équipes.
En mars 1995, il finit deuxième du tournoi de grands maîtres de Copenhague remporté par Péter Lékó.

## Publication
- (en) Andriy Maksymenko, Yaroslav Srokovsky et Wit Braslawski, Mastering Rook versus Minor Pieces, International Chess Enterprises, 1999 (ISBN 1879479818)